# Adiato Djaló Nandigna
Adiato Djaló Nandigna é uma política guineense e foi primeira-ministra interina do país, de 10 de fevereiro a 12 de abril de 2012, uma vez que Carlos Gomes Júnior estava concorrendo nas eleições presidenciais. Foi a primeira mulher a ocupar o cargo e também a primeira pessoa a ser nomeada para o cargo pelo seu antecessor (dado que o presidente interino não pode nomear o primeiro-ministro). Também ocupou o cargo de porta-voz do governoe foi deposta num golpe de estado, tal como o Presidente interino, Raimundo Pereira, e os restantes membros do governo. Em agosto de 2023 foi nomeada Ministra do Interior no governo da XI legislatura.